# Raf Suys
Raf Suys (Aalst, 13 mei 1962) is een Belgisch CD&V-politicus.

## Levensloop
Raf Suys is sinds Kris Peeters minister werd in 2004 zijn kabinetschef. Na de verkiezingen van 2014 bleef hij op het Vlaamse niveau en werd hij, samen met Katrien Van Kets, één van de twee kabinetscheffen van CD&V-vice-minister-president Hilde Crevits.
Vanuit die functie is hij ook regeringscommissaris bij de Plantentuin van Meise, bestuurder bij het Studiecentrum voor Kernenergie (SCK•CEN) en het Instituut voor Radio-Elementen (IRE) (beide al van voor 2004), bij VIA-Invest nv (sinds 2006) en bij Participatiemaatschappij Vlaanderen (PMV) (sinds 8 mei 2007). Verder is hij in Erpe-Mere voorzitter van de lokale CD&V-afdeling.